# Де Босх, Иероним

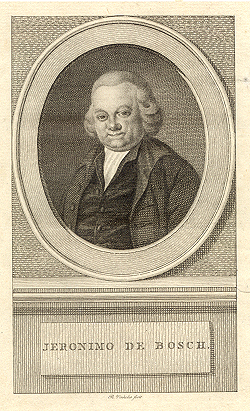
Рейнир Винкелес. Портрет Иеронима де Босха

Иероним де Босх (лат. Hieronymus de Bosch или Jeronimo de Bosch; 23 марта 1740, Амстердам — 1 июня 1811, Лейден) — нидерландский поэт, переводчик и филолог. Писал на латыни.
По образованию и первоначальной профессии был аптекарем. Затем увлёкся древней литературой и поэзией, с 1773 г. работал на государственной должности в Амстердаме, с 1798 г. — в Лейденском университете. Был членом ряда научных обществ, в том числе старейшего в Нидерландах Голландского королевского общества наук и искусств (1776). В 1808 г. был привлечён Людовиком Бонапартом к подготовительной работе по созданию Королевского института наук, литературы и изящных искусств.
Важнейший труд де Босха — издание латинского перевода греческой Антологии Максима Плануда, начатое в 1795 году в Утрехте; де Босх успел подготовить четыре тома, заключительный пятый вышел после его смерти под редакцией Д. Я. ван Леннепа. Кроме того, де Босх опубликовал книгу об «Илиаде», ряд других филологических сочинений. Избранные стихотворения де Босха вышли в 1803 году.